# Seeroben
Die Wüstung Seeroben (auch: Seerhoben, Seroborn) war eine Siedlung auf dem heutigen Gebiet der Stadt Wiesbaden in Hessen.
Die Siedlung lag damals etwa 1 km nordwestlich des Stadtkerns von Wiesbaden, diese Stelle liegt heute zwischen Sedanplatz und Dürerplatz.
Nach Ansicht des Historikers Friedrich Otto war das Dorf zum Zeitpunkt der Ersterwähnung im Jahr 1367 bereits verlassen und die Einwohner waren nach Wiesbaden oder Offhoben umgezogen.
1564 wird noch ein Garten zu Seeroben erwähnt, jedoch scheint der Ort damals schon wüst gewesen zu sein. 
Die Seerobenstraße erinnert an diese Stelle, südlich des alten Bleidenstadter Wegs, davor lagen die Wiesen des Dendelbachs.